# Bjelokrili guan
Bjelokrili guan (lat. Penelope albipennis) je vrsta ptice iz roda Penelope, porodice Cracidae. Bjelokrili guan živi u regijama Lambayeque, Cajamarca i Piura u sjevero-zapadnom Peruu.
Velika je ptica, dug je oko 70-80 centimetara. U pojavi je sličan puranima, s tankim vratom i malom glavom. Ima tamno-smeđe perje s bijelim perjem na krilima. Ima blijede pjege na vratu, gornjem dijelu prsa i krilima. Ima ogromno crveno grlo. Kljun mu je plave boje s crnim vrhom, dok je koža oko oka ljubičasta.